# Jorge Tapia
Jorge Antonio Tapia Valdés (Chile, 1935-Madrid, 30 de junio de 2020) fue un abogado, académico, diplomático y político chileno. Miembro del Partido Radical (PR), ejerció varios cargos públicos como ministro de Estado, intendente y embajador.

## Biografía

### Vida personal y académica
Estudió derecho en la Facultad de Ciencias Jurídicas y Sociales de la Universidad de Chile, donde fue compañero de personalidades como Andrés Zaldívar, Ricardo Lagos Escobar y José Rodríguez Elizondo, entre otros. Es máster en Derecho de la Universidad Yale, Estados Unidos, y doctor de la Universidad Erasmo de Róterdam, Países Bajos.
Fue funcionario del Senado de la República de Chile durante 18 años, llegando a ser secretario de la Comisión de Constitución, Legislación y Justicia de la Cámara Alta. Ha ejercido la docencia como profesor en la Universidad de Chile, la Universidad Arturo Prat, la Universidad de Tarapacá, Universidad La República, la Universidad del Zulia de Venezuela, la Universidad Estatal de Ohio de Estados Unidos y la Universidad Erasmo de Róterdam.
En 1998, instalado en Iquique, junto a un grupo de académicos, fundó el Instituto de Estudios Internacionales (INTE) de la Universidad Arturo Prat, de cuya Escuela de Derecho fue directo a mediados de la década del 2000. En el 2012 fue nombrado socio honorario de la Sociedad Chilena de Derecho Parlamentario y Teoría de la Legislación.

### Actividad política
En el gobierno de Salvador Allende, fue ministro de Justicia y de Educación Pública entre 1972 y 1973. En esta última cartera, fue impulsor del controversial proyecto de la Escuela Nacional Unificada, fuertemente resistido por la Iglesia católica y por los partidos de oposición al gobierno.
Tras el golpe de Estado de 1973, fue detenido y relegado a la isla Dawson. Salió al exilio y se radicó en los Países Bajos, donde fue director del Instituto para el Nuevo Chile. Al regresar la democracia, asumió como embajador de Chile en dicho país  durante el gobierno del presidente Patricio Aylwin, entre 1990 y 1994. Posteriormente, ocuparía el mismo cargo en Israel, entre 1994 y 1997.
Durante el gobierno del presidente Ricardo Lagos Escobar fue nombrado intendente de la Región de Tarapacá, donde fue negligente en su cargo, al considerar como correcta la información entregada por la policía en relación con las víctimas del Psicópata de Alto Hospicio. Se mantuvo en el cargo entre el 11 de marzo y el 28 de diciembre de 2000.
En sus últimos años residió en Madrid, España. Falleció a finales de junio de 2020, en Madrid.

## Publicaciones

### Libros
- La técnica legislativa, 1960[11]
- Hermenéutica constitucional: la interpretación de la constitución en Sudamérica, 1973.[12]
- Sobre la factibilidad y el fracaso de la vía chilena al socialismo, en Chile: lecciones de una experiencia, 1977.[13]
- El terrorismo de Estado: la doctrina de la seguridad nacional en el Cono Sur, 1980.[14]
- Estrategocracia: el gobierno de los generales, 1986.[15]

### Artículos
- El Congreso Pleno (Primera Parte) Revista de Derecho Público - Año 1965 N.º 3[16]
- El Congreso Pleno (Segunda Parte). Revista de Derecho Público - Año 1965 N.º 4[16]
- Leyes de Bases y Nuevas Categorías. Revista de Derecho Público - Año 1970 N.º 11[16]
- Competencia y Organización de una autoridad supranacional. Revista de Derecho Privado - Año I Año 1966 N.º 3[16]
- Globalización, descentralización y paradiplomacia: la actividad internacional de las regiones. Revista de Derecho de la Pontificia Universidad Católica de Valparaíso - Año 2002 N.º XXIII[16]
- El juicio político y sus problemas. Consideraciones especiales acerca de la reforma del sistema creado por la Constitución chilena. Revista de Derecho - Año 1964 N.º 128[16]
- ¿Estado mínimo o mínima ética?. Revista de Derecho - Año 1997 N.º 202[16]
- Descentralización y paradiplomacia. Reflexiones sobre la constitucionalización del manejo de las relaciones internacionales. Revista de Derecho - Año 2002 N.º 211[16]
- Descentralización y paradiplomacia. Reflexiones sobre la constitucionalización del manejo de las relaciones internacionales. Revista de Derecho - Año 2002 N.º 212[16]
- Efectos de los tratados sobre derechos humanos en la jerarquía del orden jurídico y en la distribución de competencias. Alcances Del Nuevo Inciso Segundo Del Artículo 5° De La CPR De 1980 Ius Et Praxis - Año 9 Año 2003 N.º 1[16]
- Poder constituyente irregular: los límites metajurídicos del poder constituyente originario, Universidad de Talca, 2008.[17]